# Zyste (Biologie)

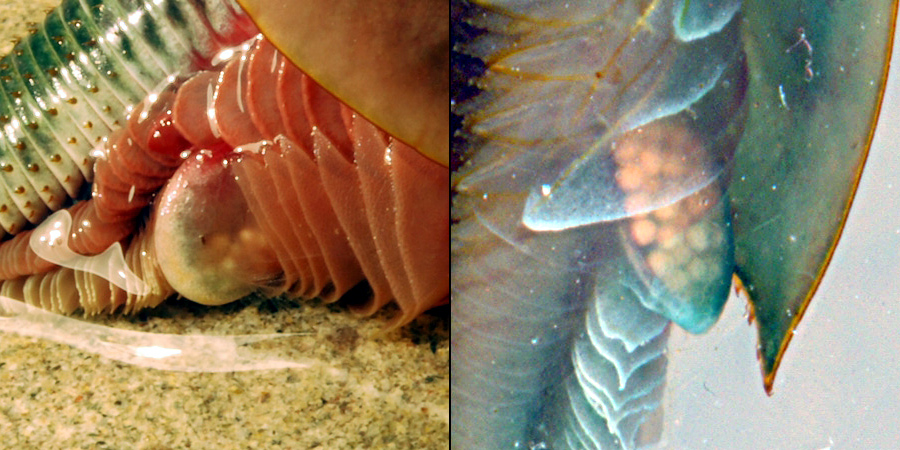
Zystensack bei Triops longicaudatus

Als Cyste (altgriechisch κύστις kýstis, deutsch ‚Blase‘), eingedeutscht Zyste, wird die Dauerform bestimmter Einzeller, Pflanzen und Tiere bezeichnet, die sich bei ungünstigen Lebensbedingungen wie Trockenheit oder Nährstoffmangel bilden. Sie können auch zur Vermehrung und Ausbreitung genutzt werden. Besonders Einzeller, die in trockenfallenden Gewässern leben, haben die Fähigkeit zur Zystenbildung, der Enzystierung.
Die Zysten bestimmter Bakterien, z. B. Azotobacter, entstehen durch Umwandlung der lebenden Zelle und haben eine verdickte Zellwand. Es können auch mehrere Zellen von einer festen Hülle umgeben sein, wie zum Beispiel bei den Myxobakterien oder den als Urzeitkrebsen bekannten Triops. Von zystenbildenden Protisten wird meistens eine Hülle ausgeschieden, die vor den Einflüssen der Umgebung schützt. Als Speicherstoff wird häufig Polyhydroxybuttersäure (PHB) in die Zyste eingelagert.
Zysten widerstehen Trockenheit, mechanischen Belastungen und Strahlung, jedoch nicht großer Hitze.